# ФК Грасхопер
Грасхопер Цирих је швајцарски фудбалски клуб из Цириха. Најстарији је швајцарски клуб, основан 1. септембра 1886. Игра у плаво белом дресу, на Лецигрунд стадиону капацитета 25.000 места. Првак Швајцарске је био 27 пута, победник националног купа 19 пута, 2 пута освајач лига куп а једном и победник националног суперкупа.

## Трофеји
- Суперлига Швајцарске
  - Победник (27) : 1898, 1900, 1901, 1905, 1921, 1927, 1928, 1931, 1937, 1939, 1942, 1943, 1945, 1952, 1956, 1971, 1978, 1982, 1983, 1984, 1990, 1991, 1995, 1996, 1998, 2001, 2003.
- Куп Швајцарске
  - Победник (19) : 1926, 1927, 1932, 1934, 1937, 1938, 1940, 1941, 1942, 1943, 1946, 1952, 1956, 1983, 1988, 1989, 1990, 1994, 2013.
- Лига куп Швајцарске
  - Победник (2) : 1973, 1975.
- Суперкуп Швајцарске
  - Победник (1) : 1989.